# Рединг
Ре́динг (англ. Reading, британское произношение: [ˈrɛdɪŋ] (слушать)о файле) — город в Англии, выделен в унитарную единицу в центральной части церемониального графства Беркшир.
Город стоит на реке Кеннет, притоке Темзы. Старинные церкви — Святой Марии (XVI в.) и св. Лаврентия. Редингское аббатство клюни́ (бенедиктинцев), основанное Генрихом I в 1121 году, было важным религиозным центром; было разрушено, сохранились руины.

## История

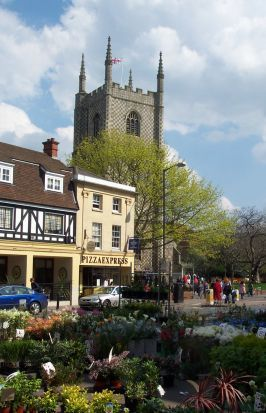
Кафедральный собор Рединга

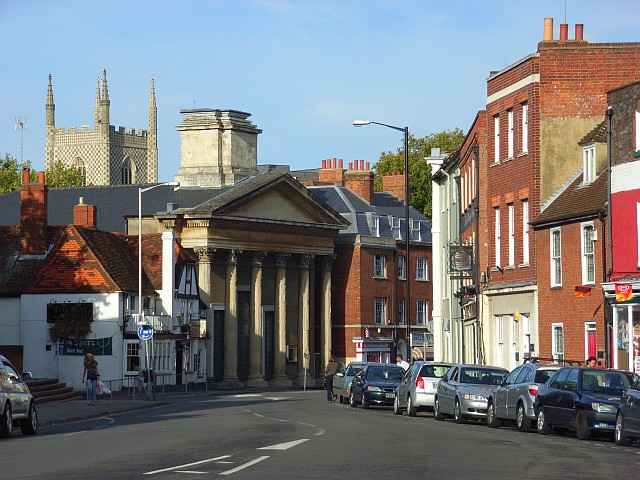
Церковь Святой Марии (Рединг)

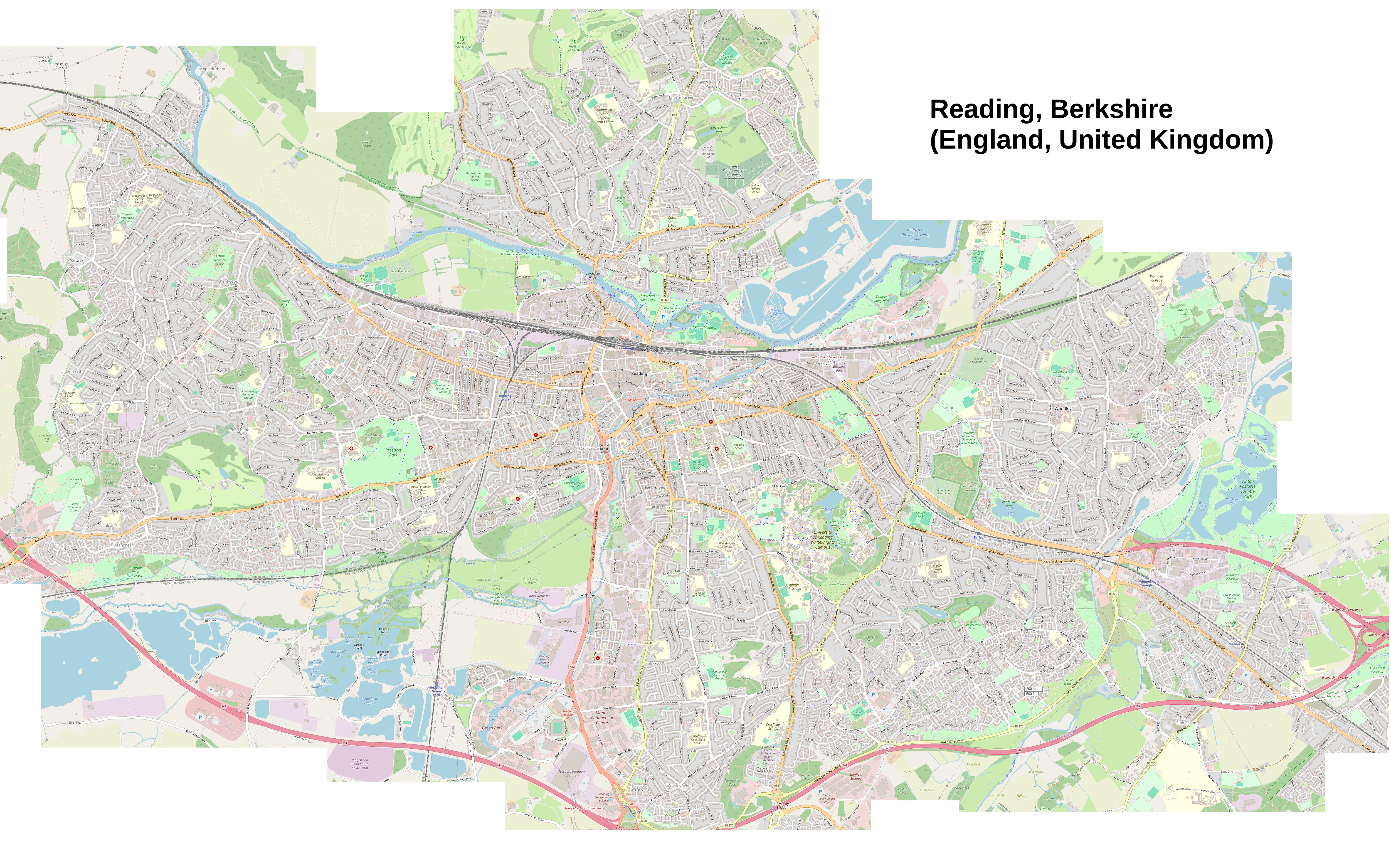
Карта города

Название Reading происходит от англосаксонского племени Readingas, чьё название значит «люди вождя по имени Реада», и никак не связано с омографичным, но иначе произносящимся, словом reading (чтение).
В конце XIX века в Рединге было 60 тысяч жителей (1891), имелись фабрики парусины, бархата, лент, булавок, чугунолитейные заводы, бисквитная фабрика; торговля играла значительную роль. В окрестностях процветало фермерское хозяйство и цветоводство.
Преобразован в унитарную единицу 1 апреля 1998 года из района Рединг неметропольного графства Беркшир. Занимает территорию 40 км² и граничит на юго-востоке с унитарной единицей Уокингем, на юго-западе с унитарной единицей Западный Беркшир, на севере с церемониальным графством Оксфордшир.

## Органы власти

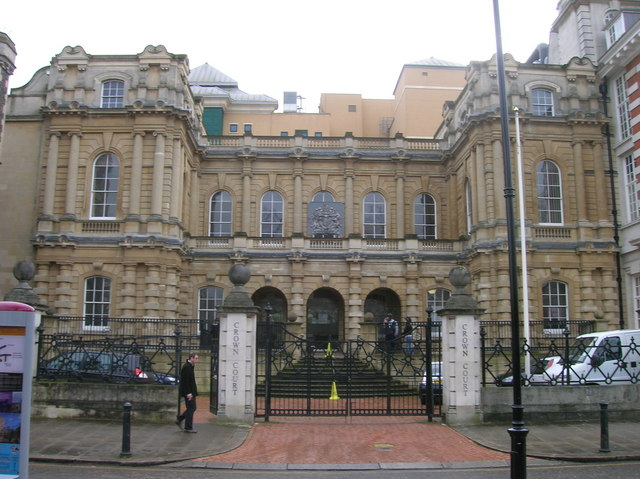
Суд короны (уголовный суд первой инстанции) Рединга

### Избирательные округа
С 1295 года Рединг как город, представленный в парламенте, избирал двух членов Палаты общин Парламента. С 1885 года и в 1955—1974 годах Рединг как городской избирательный округ избирал одного члена парламента. В 1950—1955 годах и в 1974—1983 годах город был разделён на округа Рединг Северный и Рединг Южный, каждый из которых избирал одного члена парламента. С 1983 года город делится на два округа: восточный и западный.
От восточного округа членом парламента является консерватор Роб Уилсон, который с 27 сентября 2014 года стал министром гражданского общества. От западного округа — консерватор индийского происхождения Алок Шарма.

### Городская администрация

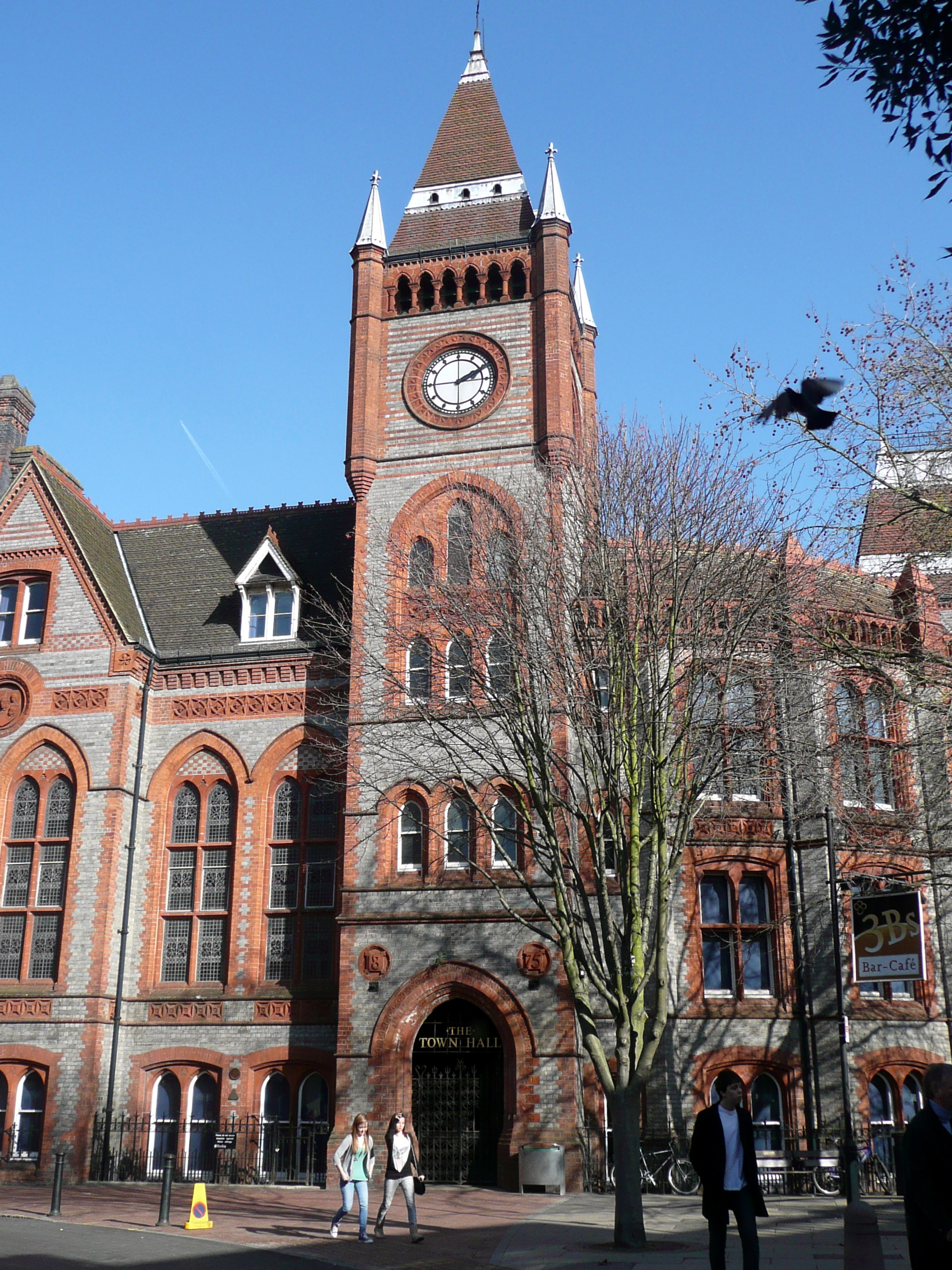
Ратуша Рединга. Спроектирована Уотерхаусом и построена в 1872–1876 годах. Башня была восстановлена в 1988-89 годах после того, как оригинал был разрушен бомбардировкой в 1943 году. В 1879-82 годах она была расширена Томасом Лейнсоном с добавлением Художественной галереи, созданной в 1896-7 годах Дж. Дж. Купером и У. Р. Хауэллом.

Местным органом государственной власти является городской совет Рединга. Боро Рединга — унитарная единица одного уровня, без подразделения на общины. Муниципальные границы не включают все пригороды. Дальние предместья города Рединга находятся в боро Западный Беркшир и боро Уокингем. Эти предместья принадлежат общинам Вудли, Калкот, Тилхерст, Холибрук и Эрли.

Район (Боро) Рединг (красным) на карте графства Беркшир. На врезке расположение Беркшира (красным) в Англии (жёлтым) на карте Великобритании

С 1887 года в боро вошли бывшие деревни Сауткот и Уитли и небольшие части Эрли и Тилхерста. К 1911 году также вошли деревня Кавершам и ещё большая часть Тилхерста. В 1977 году был добавлен небольшой участок прихода Мейплдарем.
Право города Рединга на местное самоуправление было подтверждено в 1253 году Королевской грамотой, полученной местной торговой гильдией. С тех пор город был самостоятельной административной единицей как городской совет, город-графство и район Беркшира. Рединг стал унитарной единицей в 1998 году, когда был упразднён Совет графства Беркшир по представлению Комиссии Англии по региональному управлению.
До XVI века гражданская администрация города располагалась в Йилд-Холле, ратуше на реке Кеннет. По тюдоровской секуляризации городу достались два других здания рядом. Ратуша располагалась с 1543 года в бывшем монастыре, который в настоящее время является Церковью францисканцев. Двадцать лет спустя городской совет создал новую ратушу, надстроив второй этаж бывшей монастырской гостинице Святого Иоанна. В 1785—1786 году здание было снесено и построена новая ратуша. В 1976 году городской совет переехал в новый административный центр.

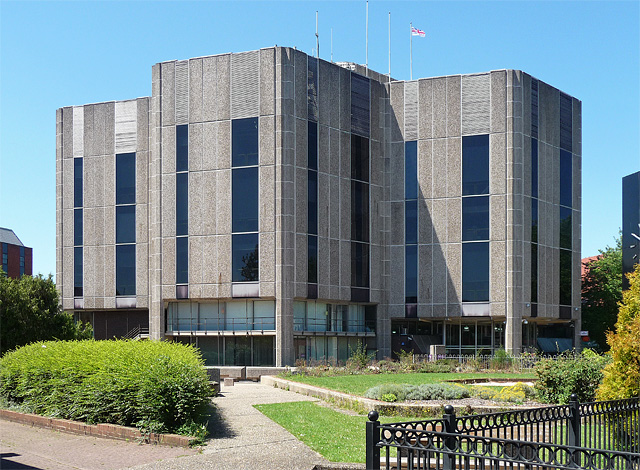
Городской административный центр (Civic Centre) Рединга. План здания представляет собой шесть шестиугольников, сгруппированных вместе в форме шестиугольника, еще один внутри и один выступающий шестиугольник у входа. Всего получается восемь, что несколько нарушает тему числа 6. Шестиугольники имеют разную высоту. Они прорезаны узкими тонированными вертикальными окнами. Построен в рамках комплексной реконструкции города в 1971–76 годах по проекту Р. Мэтью, Johnson-Marshall & Partners. Это по-прежнему штаб-квартира городского Совета Рединга

По результатам выборов 22 мая 2014 года из 46 мест в городском совете Лейбористская партия имеет 31 место, 10 у Консервативной партии, 3 у Зелёной партии, 2 — у Либеральных демократов.
Мэром Рединга с июня 2014 года является Тони Джонс.

## Население

Структура населения по полу и возрасту на 2021г.

Темпы роста населения района с 1801г. по 2011г.

На территории города проживают 143 096 человек, при средней плотности населения 3542 чел./км².

## Образование
В городе расположен крупный Редингский университет, изначально бывший частью Оксфордского университета, но в 1926 году получивший автономный статус. Университет занимает огромную территорию с парком и озером. Основные направления: робототехника, биология, информатика. В состав университета также входит одна из крупнейших финансовых школ Европы — ICMA (International Capital Market Association, ICMA Centre), часть бизнес-школы Henley.

## Экономика
В Рединге расположены штаб-квартиры крупной нефтегазовой компании BG Group и поставщика строительных материалов Wolseley; обе компании входят в базу расчёта индекса FTSE 100.
Крупные компании: Logica, занимающаяся информационными технологиями и управленческим консалтингом, и Yell Group, публикующая телефонные справочники, Virgin Media, Oracle, NVIDIA, HP, DELL, Halalbooking также имеют штаб-квартиру в Рединге.
В Рединге расположен Европейский центр среднесрочных прогнозов погоды (ECMWF).

## Спорт
В городе Рединг базируется профессиональный футбольный клуб «Рединг», выступающий в Чемпионшипе. «Рединг» принимает соперников на стадионе Мадейски (вместимость 24 тысячи зрителей). На этом же стадионе проводит домашние матчи один из самых известных английских регбийных клубов «Лондон Айриш».

## В культуре
- Тюрьма в Рединге известна в связи с именем Оскара Уайльда, содержавшегося здесь с 1895 по 1897 годы[19]. Здесь с января по март 1887 года Уайльдом написано письмо-исповедь De Profundis, обращенное к лорду Альфреду Дугласу. Уже после освобождения бывший узник написал знаменитую «Балладу Редингской тюрьмы», в основе которой лежат реальные события: казнь одного из заключённых — гвардейца-кавалериста Чарлза Томаса Вулриджа (ок. 1866 — 7 июля 1896), приговоренного к смерти за убийство из ревности своей жены.
- Рединг упоминается в очерке английского писателя-фантаста Герберта Уэлса «Кремлёвский мечтатель» как город, «славящийся своими притонами»:

«Мне показали собранные и опубликованные большевиками потрясающие статистические данные о моральном разложении петроградской молодёжи. Не знаю, как бы они выглядели по сравнению с английскими статистическими данными, если таковые имеются, о некоторых страшных для молодёжи районах Лондона или таких славящихся своими притонами городах, как Ридинг. (Читателю следует ознакомиться с отчётом фабианского общества о состоянии проституции, озаглавленным „Пути падения“.)».
- В фильме All You Need Is Cash (пародия на The Beatles, снят участниками комик-группы «Монти Пайтон») Барри Уом после окончания «карьеры» становится парикмахером недалеко от Рединга.
- Рединг — родина инди-рок группы Pete and the pirates.
- 30 августа 1992 года на фестивале Рединга выступила группа Nirvana со своим концертом. Был записан альбом Live at Reading, выпущенный в 2009 году.
- Дж. Роулинг в романе «Случайная вакансия» упоминает этот город: здесь живет отец Гайи и родственники Эндрю, чьи родители собираются туда переехать.